# لزبین‌ها در لباس فرم
لزبین‌ها در لباس‌فرم (به ژاپنی: セーラー服 百合族) فیلمی در ژانر درام و رومانتیک، به کارگردانی هیرویوکی ناسو و فیلم‌نامه‌ای از هیروشی سایتو محصول سال ۱۹۸۳ کشو ر ژاپن می‌باشد. این فیلم در ردهٔ فیلم‌های صورتی دسته‌بندی می‌شود.

## بازیگران
از بازیگرانی که در این فیلم به ایفای نقش پرداخته‌اند، می‌توان به هنرمندان زیر اشاره کرد.
- نتسوکو یاماموتو (در نقش میاکو)
- کائورو اودا (در نقش نائومی)
- کوجی میزوکامی (در نقش ایپا)
- آساکو کورایوشی (در نقش یوشی)
- کازیو ازاکی (در نقش هیدکو)
- نوبوتاکا ماسوتومی (در نقش تارو)
- هیداکی یادا (در نقش کیمیو)

## داستان فیلم
«نائومی» و «میاکو» دو دختر دبیرستانی با شنا و رابطۀ جنسی در استخر، لحظات گرم و عاشقانه‌ای را تجربه می‌کنند؛ میاکو که هنوز باکره است؛ خود را برنده مسابقه ارگاسم می‌داند. از طرفی نائومی که با پسری به‌نام «ایپا» نیز همزمان در رابطه است؛ در حیاط دبیرستان، نگرانی‌اش از عقب‌انداختن زمان قاعدگی‌اش را با او درمیان می‌گذارد؛ که البته ایپا مسئولیت آن را نمی‌پذیرد. میاکو که به همراه خواهر و شوهرش، در رستوران کار می‌کند؛ پذیرای ایپا است. ایپا با اشاره به باکرگی میاکو، از او درخواست نزدیکی می‌کند.
نائومی با تهدید ایپا، از او می‌خواهد که او را به بیمارستانی در توکیو ببرد. «میزوشیما» که دوست و هم‌خانه ایپا و شاگرد خوبی در دبیرستان است؛ در ارتباط با دختران مشکل دارد و سعی می‌کند از آن‌ها عکس‌برداری کرده و خودارضایی کند. میاکو در هنگام عکس‌برداری‌های میزوشیما، متوجه کارهای او می‌شود. میزوشیما از او درخواست دوستی و رابطه می‌کند؛ اما میاکو با تهدید به بردن آبرویش در دبیرستان، به او جواب منفی می‌دهد.
نائومی که متوجه عدم بارداری خود می‌شود، به ایپا برمی‌گردد و با او هم‌بستر می‌شود. همزمان میاکو با تصور رابطهٔ آنان به خودارضایی می‌پردازد. میاکو نامه‌ای عاشقانه و بدون نام برای نائومی می‌نویسد و آن را در کیف او قرار می‌دهد. از طرفی خواهرشوهر میاکو با زن مطلقه‌ای به نام «یوشی» به صورت پنهانی و در رستوران به سکس می‌پردازد. یوشی منتظر میاکو می‌ماند و با بردن او به خانه‌اش، دادن لباس به عنوان هدیه و خوردن مشروب به رابطه جنسی می‌پردازند. میاکو بعد از رابطه و خیانتش به نائومی به او اعتراف می‌کند.
نائومی که متوجه شده نامه با دست‌خط میاکو است و از او برای خیانتش ناراحت است؛ در حضور ایپا، او را مجبور به خوردن دو لیوان  «پارفه‌شکلات» می‌کند و رابطه خود را با میاکو قطع می‌کند. میاکو به خانه ایپا رفته و از او با التماس و ابراز عشق، درخواست نزدیکی می‌کند؛ ایپا با بی‌میلی می‌پذیرد ولی وقتی  میاکو به رابطه‌دهانی برای ایپا می‌پردازد؛ نائومی آن‌ها را می‌بیند، و این‌گونه رابطه‌جنسی آن‌ها به سرانجام نمی‌رسد.
میاکو با اقرار به اشتباهاتش، از نائومی عذرخواهی و با اعتراف به عشقش به نائومی از او درخواست تنبیه می‌کند. نائومی که به‌ظاهر از او متنفر است، او را در اسکله به دریا می‌اندازد؛ و با پریدن در آب، او را می‌بخشد. آن‌ها در ساحل دریا با هم‌آغوشی، عاشقانه به رابطه جنسی می‌پردازند. نائومی که متوجه ناعادلانه بودن رابطه‌اش با میاکو شده، به او پیشنهاد رابطه‌جنسی سه نفره با حضور ایپا را می‌دهد؛ و با آماده‌کردن و لخت‌کردن میاکو، به دنبال ایپا می‌رود؛ ولی او هم طاقت نمی‌آورد و در باغ حیاط ایپا و هنگامی که میاکو نیز نظاره‌گر آن‌ها است، با او سکس می‌کند.
میاکو با خواندن روزنامه متوجه تصادف و فوت یوشی می‌شود. از طرفی میزوشیما با اعتراف به دور شدن از انحراف و فروختن دوربین و خریدن موتورسیکلت، مجدداً به میاکو ابراز عشق می‌کند. میاکو نیز با دیدن رابطه جنسی خواهرش احساس نیاز می‌کند؛ ولی از طرفی نمی‌خواهد به نائومی خیانت کند؛ از این رو درخواست میزوشیما را نمی‌پذیرد. شب‌هنگام میزوشیما، شیشه رستوران را می‌شکند؛ و هنگامی که ایپا و شوهرخواهر میاکو او را گرفته و کتک می‌زنند؛ میاکو را تهدید به انتشار عکس‌هایش می‌کند. میزوشیما در رستوان و در جمع، به عشقش به میاکو اعتراف و عکس‌های او را پس می‌دهد؛ و با پیشنهاد ایپا با رزرو اتاقی در هتل با میاکو قرار می‌گذارد. در هتل و قبل از سکس، میزوشیما ارضاء می‌شود؛ میاکو با نائومی تماس می‌گیرد؛ و از او و ایپا برای سکس راهنمایی و از ایپا نیز قول می‌گیرد که با او هم سکس کند. میاکو که راضی به سکس با میزوشیما نیست؛ با فرار به حمام، سعی می‌کند خودش باکرگی‌اش را برداد. اما نهایتاً میزوشیما با تجاوز به باکرگی او پایان می‌دهد.
از طرفی ایپا هم با خشونت با نائومی رفتار کرده و از پشت به او تجاوز می‌کند. میاکو و نائومی روابط سختشان را با هم به اشتراک می‌گذارند و تصمیم می‌گیرند، با ترک پسران، برای ادامه تحصیل به شهر دیگری بروند. آن‌ها برای هم کافی به نظر می‌رسند.

## تولید و انتشار
این فیلم ۶۹ دقیقه‌ای توسط شرکت نیککاتسو در سال ۱۹۸۳ تولید و در تاریخ ۲۴ ژوئن ۱۹۸۳ منتشر شد.

### موسیقی و متن آهنگ
موسیقی فیلم توسط هاروشیسا ایتو تولید شد و در طی آن، هنرمندی به نام پین‌آپس، دو قطعه از آلبوم «من رو محکم بغل کن عزیزم» را برای موسیقی متن فیلم اجرا نمود. آلبوم پین‌آپس در مورد «فرشته‌های درخشان» است.
- عشق الهی است، تو هم این شایعات را شنیده‌ای، که او هم عاشق است، معجزه عشق به زودی اتفاق می‌افتد، آن‌ها از ابرها پایین می‌آیند، اگه می‌دانستی به کجا باید نگاه کنی، مطمئنم تو هم آن‌ها را می‌دیدی، می‌دیدی که اطراف رنگین کمان می‌رقصند، فرشته‌ها برای عشقت لبخند می‌زنند.
- وقتی یه نفر و خیلی دوست داری، صدای ضربات قلبت زیاد میشه، اونو می‌بینی و دلت میره، من عاشقتم، نمی‌تونم کَس دیگه‌ای رو ببینم، بخاطر تو مغزم خالی شده، با هوای خالی پر شده، دارم از حال میرم، داستانی برای پسران، داستانی برای دختران

## دنباله فیلم
- لزبین‌ها در لباس‌فرم ۲ (۱۹۸۳)[۶]
- خانم‌های اداری: لزبین‌ها در لباس فرم ۳ (۱۹۸۴)[۷]